# Ерихонка

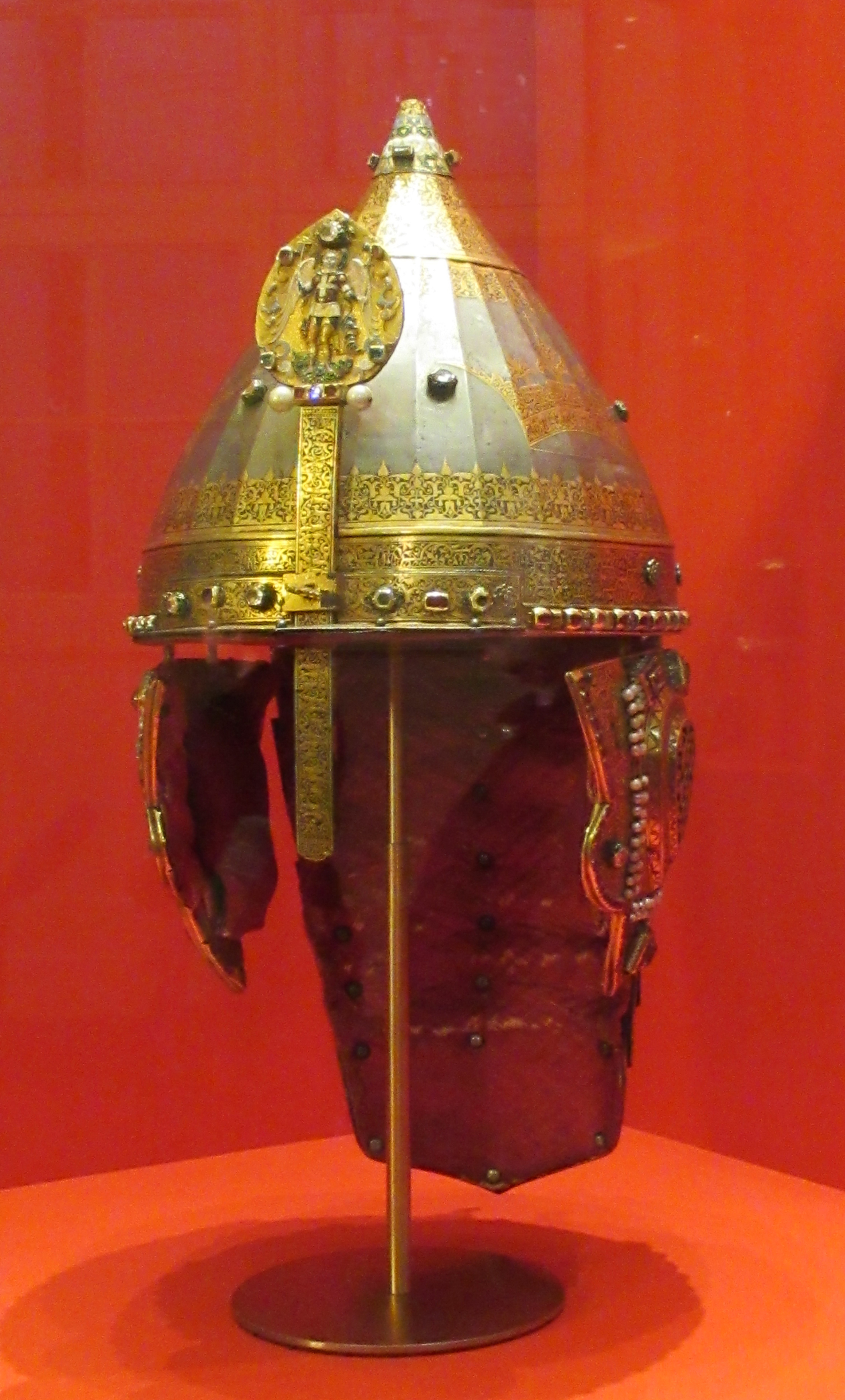
Шапка ерихонская Михаила Фёдоровича

Ерихо́нка, ерихо́нская ша́пка — тип шлема, личное защитное (предохранительное, охранительное) вооружение (средство индивидуальной защиты), стальной головной убор, разновидность открытого шлема.
Ерихонка состоит из стальной тульи с остроконечным верхом, снабжённой элементами для защиты ушей, плоским козырьком, скользящим наносником (узкая стальная полоска, защищавшая лицо от поперечных ударов), нередко — пластинчатым назатыльником., в виде хвоста омара. Науши и назатыльник крепились к тулье посредством кожаных ремней или, реже, цепочек. Такие шлемы использовались на Руси, в странах Западной Азии и Европы в XVI—XVIII веках. На Русь они пришли с юга — из Турции, Ирана, а потом попали на запад — в Польшу, Венгрию, Литву и другие страны. Происхождение названия «ерихонка» точно неизвестно. По одной версии это искажённое слово «югренский», или «грузинский». По другой — от слова «ерихониться», то есть хорохориться, важничать, упрямиться. Впрочем, некоторые придерживаются мнения о происхождении от названия города Яркенд, или, что наиболее очевидно, но сомнительно — Иерихон.

## Средний Восток
Куполообразные шлемы, как и шлемы с элементами защиты ушей и затылка, известны ещё до нашей эры. Скользящий наносник появился в XIV веке. Но данный тип шлема сложился в XV—XVI веке в Османской империи в результате добавления дополнительных защитных элементов к двум разным типам шлемов — полусферических шишаков и турецких шишаков сфероконической формы. В результате турецкие ерихонки могли отличаться как сфероконической, так и полусферической формой тульи. Подобные шлемы в Турции называли «шишак» (тур. çiçak), или, в случае полусферической тульи, «муваама» (тур. muwa`ama).
Под турецким влиянием ерихонки попали в Иран, Египет и в другие страны. Тульи шлемов, как правило, цельнокованные. В других странах козырёк был, обычно, с острым выступом вперёд посередине. Назатыльник мог быть не только сегментный, но, что чаще — из одной пластины. Сбоку от наносника на козырьке или на тулье часто крепилась втулка для плюмажа — металлическая трубка, в которую вставлялись перья или раскрашенный конский хвост. Это было не только украшение, но и знак отличия. В частности, такие шлемы носили наиболее знатные янычары, турецкая знать, полководцы и султаны. Подобные шлемы нередко очень богато украшались. В отдельных странах ерихонки сохраняли, преимущественно, церемониальное значение до XIX века.

## Русь

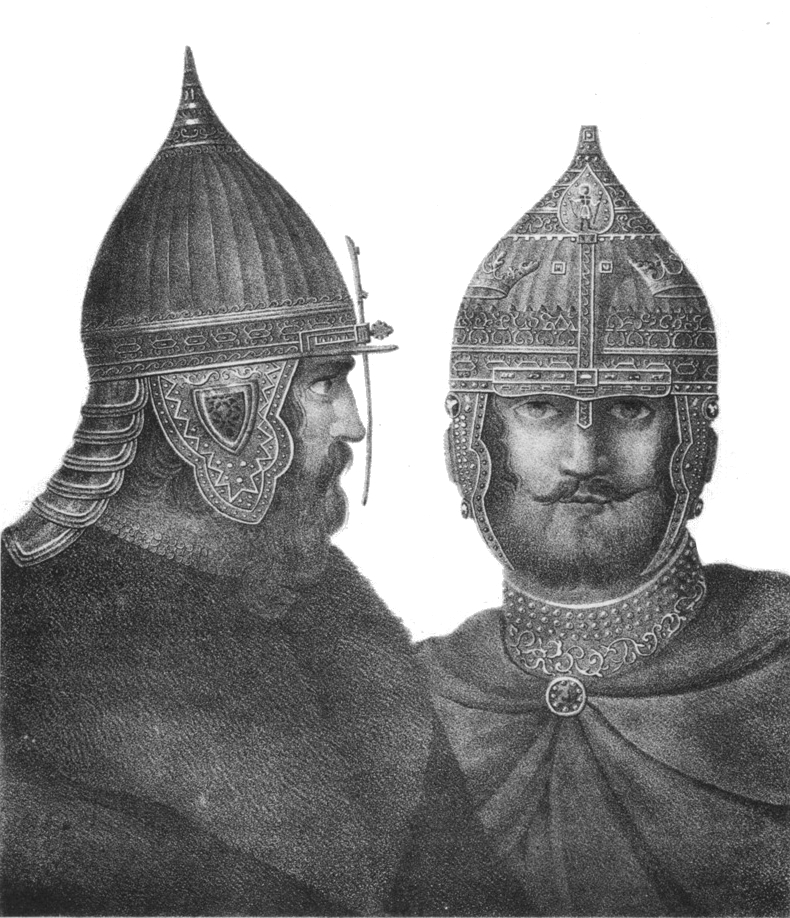
Ерихонки. Литография из альбома А.В. Висковатова

На Руси такие шлемы появились в XVI веке под турецко-иранским влиянием. Шлемы, принадлежавшие царям, князьям и воеводам, богато украшались золотом, серебром и драгоценными камнями. Русские ерихонки этого периода делались в соответствии с азиатскими образцами, а нередко и были импортными. Сами же шлемы могли быть из стали, булата, дамаска. Например, в Оружейной палате хранится булатная ерихонка Михаила Фёдоровича Романова.

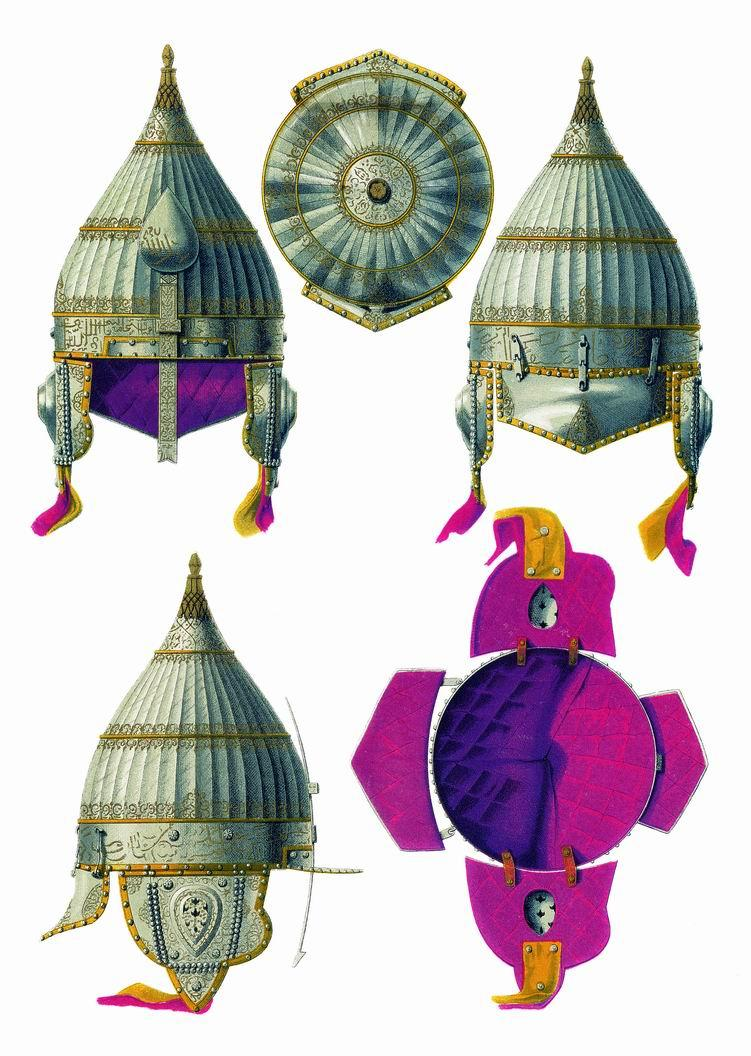
Ерихонка. Литография из альбома Ф. Г. Солнцева «Древности Российского государства»

Русские ерихонки имели сфероконическую форму тульи, которая часто была рифлёной, в виде рёбер жёсткости. В XVII веке под западным влиянием на Руси получают распространение ерихонки с полусферическими тульями, однако подобные шлемы, как правило, называли шишаками. Назатыльник мог быть и сегментным, и одинарным, а козырёк, преимущественно, ровный или с углом посередине. Наносник проходил через козырёк (полку) и держался посредством винта (шурупец), поэтому мог подниматься и опускаться. Сходное устройство имели наносники иностранных ерихонок.
Как в Азии, так и на Руси, применялись и более дешёвые, не украшенные шлемы, по форме и конструкции иногда мало не отличающиеся от ерихонок, но изготовленные из меди или томпака. Это были медные шапки. Их использовали относительно небогатые люди, но и защищали эти шлемы хуже. Медными шапками, однако, могли называть и шлемы другой формы и конструкции, сделанные из этого же материала.

### Шапки-ерихонки русских царей
В Оружейной палате Московского Кремля хранится 6 парадных царских шлемов-ерихонок.
В их числе — булатная Шапка ерихонская Михаила Фёдоровича (иногда ошибочно приписываемая Александру Невскому), сделанная в 1621 году мастером Никитой Давыдовым, возможно, на основе арабского шлема, украшенная золотой насечкой, эмалью, алмазами, рубинами, изумрудами и жемчугом..

## Европа

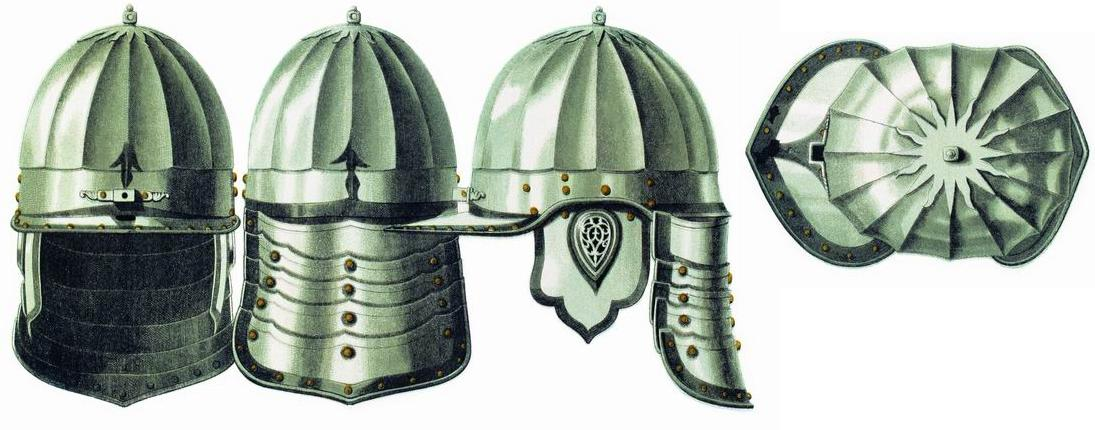
Польские шлемы XVII в. Литография из альбома Ф. Г. Солнцева «Древности Российского государства»

В странах Центральной Европы бытовали и другие формы. В частности, у польских гусаров получили распространение турецкие полусферические ерихонки. У венгров бытовали конические шлемы. Характерно также то, что на Польше в XVI веке имели хождение гибридные с капеллиной формы — ерихонки, вместо козырька снабжённые полями и называемые «капалин» (пол. kapalin). В этом регионе полусферические ерихонки получили с конца XVI — начала XVII века очень широкое распространение и использовались в кавалерии как принадлежность доспехов. На них перешло и польское название «капалин», и восточное «шишак» (пол. Szyszak).

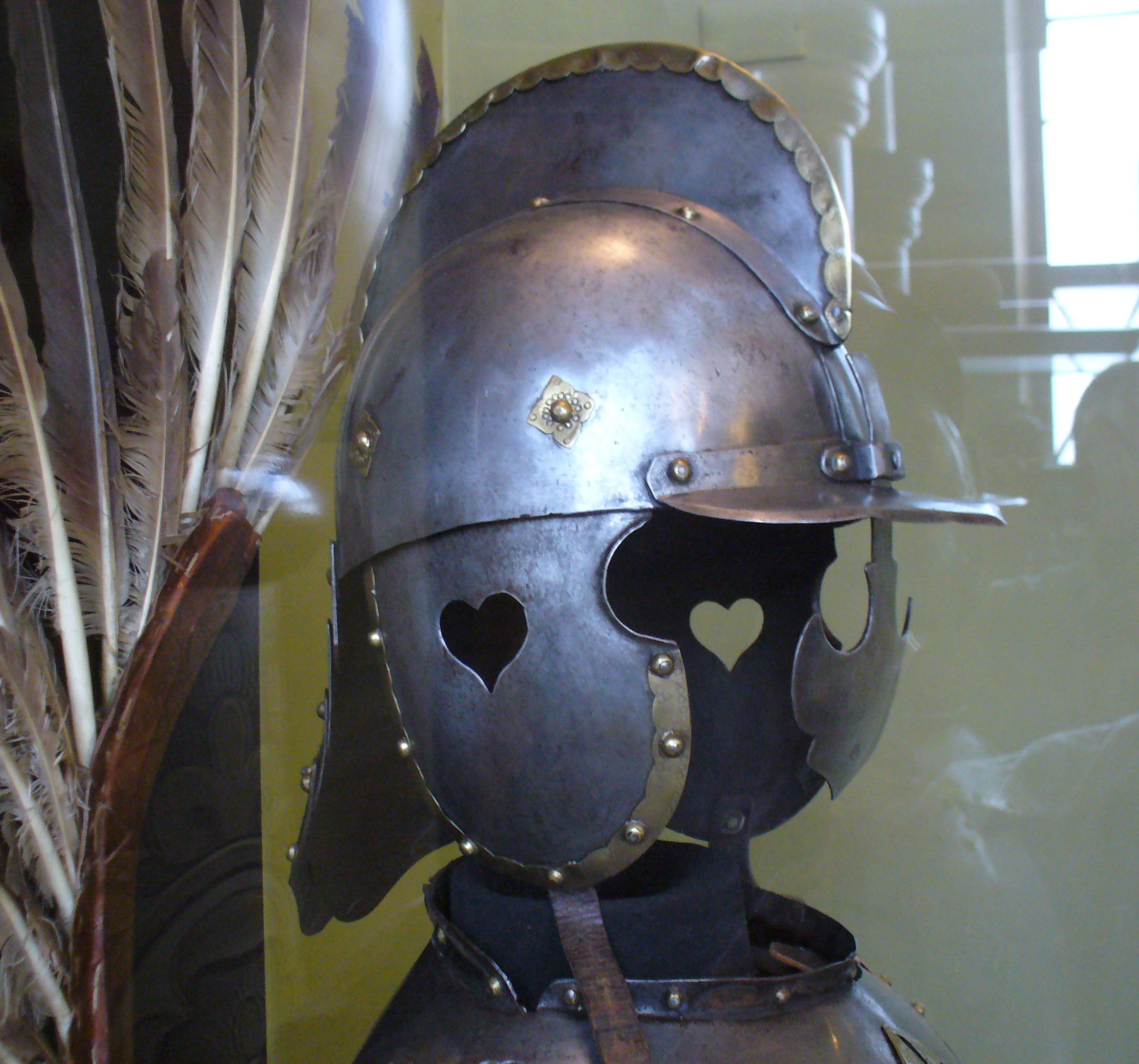
Польский шлем первой половины XVII века

Польские ерихонки XVII века иногда снабжались наносником, который лопатовидно расширялся к низу, почти полностью закрывая таким образом лицо. Они отличались полусферической тульёй, которая могла быть как гладкой, так и увенчанной полукруглым гребнем, или «крыльями», или ещё чем-нибудь.
Из Польши ерихонки попали в Саксонию, а из Венгрии — в Австрию и Баварию. Под влиянием Посполитой Речи, в других странах Европы данный тип шлема стал известен как Capeline и был преимущественно польско-турецкой полусферической формы. В начале XVII века эти шлемы начали использовать и производить в Германии, но под восточным названием «шишак» (нем. Zischagge). Вскоре они получили распространение по всей Европе, в том числе в Португалии. Европейские шлемы практически всегда были с сегментным назатыльником и ровным козырьком.
Ерихонские шапки давали хорошую защиту от ударов такого оружия, как сабля, по голове, особенно — сверху. Обеспечивали хороший обзор.
В конце XVII века в Европе, как и на Руси, выходят из употребления в связи с общим отказом от защитного вооружения; однако в ряде стран сохранялись в XVIII веке.